# Fußball in Äthiopien
Fußball gehört in Äthiopien zu den beliebtesten Sportarten. Wahrscheinlich wird seit dem Jahre 1924 Fußball in diesem Land gespielt. Die verschiedenen politischen Umbrüche spiegeln sich auch in der Geschichte dieses Sportes wider. Einziger internationaler Erfolg war der Gewinn der Afrikameisterschaft 1962.

## Die Vereinsnamen im Wandel der Zeit
Viele äthiopische Fußballvereine änderten im Laufe ihrer Geschichte mehrfach ihren Namen. Um die Übersichtlichkeit zu wahren, werden nur die aktuellen Vereinsnamen in ihrer englischen Form genannt. In den Tabellen wird jeweils der in der betreffenden Saison gültige Name in Klammern gesetzt. Der Vereinsname in seiner „Muttersprache“ wird mit dem Zusatz a.k.a. versehen.
Um zwei (komplizierte) Beispiele herauszugreifen:
- Saint George Football Association (Kurzname St. George, amharisch Kedus Giorgis) wurde 1936 unter diesem Namen gegründet, während der italienischen Besatzung zu Littorio Wube Sefer zwangsumbenannt, spielte 1942 als St. George weiter, nannte sich in den 1970er Jahren Brewery, um dann 1991 den Gründungsnamen wieder anzunehmen. Also a.k.a Kedus Giorgis bzw. (Littorio Wube Sefer) oder (Brewery).
- Ethiopian Electric Power Corporation (Kurzname EEPCO) heißt auf Amharisch Mebret Hail und früher Ethiopian Electric Light and Power Authority (EELPA), ein Werksclub der gleichnamigen Firma, die restrukturiert wurde und den neuen Namen Ethiopian Electric Power Corporation bekam, was sich wiederum auf den Namen des Klubs auswirkte.

## Frühe Fußballgeschichte
Fußball im ostafrikanischen Land Äthiopien ist seit dem Jahre 1924 belegt. Vermutlich wurde das Spiel von europäischen Ausländern in der Hauptstadt Addis Abeba eingeführt. Die erste Begegnung zwischen einer Auswahl Addis Abebas und einer französischen Marineauswahl aus der im Osten Äthiopiens liegenden Kolonie Französische Somali-Küste (heute Dschibuti) fand im Jahre 1935 statt. Die Partie, die 3:1 für die Stadtauswahl endete, gilt als erstes inoffizielles Länderspiel. Dreifacher Torschütze in diesem Spiel war der armenische Student Yervant Abraham.
Im Dezember 1935 gründeten junge Männer, die in der Nachbarschaft der Kirche St. George lebten, die Saint George Football Association, den ersten Fußballverein des Landes, der bis heute der erfolgreichste Klub Äthiopiens ist.
Während der italienischen Besetzung von 1936 bis 1941 wurden den äthiopischen Mannschaften verboten, gegen europäische Teams zu spielen. Die Italiener gründeten ein „Sportministerium für Eingeborene“, und alle äthiopischen Mannschaften der Stadt mussten sich umbenennen lassen. So wurde Saint George zu Littorio Wube Sefer, das Kabana Team zu Villa Italia, das Sidist Kilo Team zu Piazza Roma und das Gullele Team zu Consolata. Die Originalnamen beziehen sich jeweils auf Bezirke in Addis Abeba.
Bereits ein Jahr nach der Befreiung wurde 1942 trotz der fünfjährigen, teils brutalen Besetzung durch die Italiener das erste Spiel gegen eine ausländische Mannschaft ausgetragen. Saint George gewann 4:1 gegen Fortitudo, einer Auswahl der italienischen (!) Gemeinschaft in Addis Abeba.

## Organisierter Fußball in Äthiopien
1943 wurde die Ethiopian Football Federation gegründet, die 1953 der FIFA beitrat. Die ersten offiziellen Meisterschaftsspiele wurden 1944 ausgetragen, die ersten Pokalspiele 1945. Seit 1984 gibt es den Supercup, in dem die Sieger beider Wettbewerbe gegeneinander antreten. Die erfolgreichsten Mannschaften sind die Saint George Football Association und Mechal. Die Äthiopische Fußballnationalmannschaft gewann 1962 den Afrikameistertitel im eigenen Land.

### Geschichte der Meisterschaft
Die erste äthiopische Meisterschaft fand 1944 in Addis Abeba mit fünf Mannschaften statt. Sie war „international“, da die verschiedenen internationalen Gemeinschaften teilnahmen:
- St. George (äthiopisch)
- British Military Mission Ethiopia (BMME) (britisch)
- Fortitudo (italienisch)
- Ararat (armenisch)
- Olympiakos (griechisch)

Im ersten Endspiel gewann BMME gegen Fortitudo.
Erst 1953 durften neben den Mannschaften aus Addis Abebas Umgebung Shewa auch Teams aus Eritrea und Harar teilnehmen. Der Landesmeister bis 1966 wurde in Addis Abeba über Playoffspiele der regionalen Meister aus Shewa, Eritrea und Harar ermittelt. 1967 wurde die erste landesweite Liga ins Leben gerufen, in der die acht besten Mannschaften Äthiopiens – jeweils drei aus Shewa und Eritrea sowie zwei aus Harar – die Meisterschaft in einer Hin- und einer Rückrunde ausspielten.
Im Zuge der Abspaltung Eritreas zogen sich die Mannschaften aus dieser Provinz 1974 aus der Liga zurück. Nach der Machtübernahme durch Mengistu Haile Mariam in Äthiopien und der damit verbundenen politischen Umwälzungen im Land wurden 1978 alle Vereine aufgelöst und nach sozialistischem Vorbild durch der Armee, Hochschulen, Gewerkschaften und politischen Organisationen unterstehende Mannschaften ersetzt. Diese neue Liga wurde 1983 neu strukturiert.
1997 wurde die „National League“ gegründet, in der überregional unter acht Mannschaften mit Hin- und Rückspiel der äthiopische Meister ermittelt wurde. Seit der Saison 1999/2000 heißt die Liga „Ethiopian Premier League“, in der erst 14 und seit der Saison 2005/06 16 Teams spielen.

### Teilnahme an internationalen Klubwettbewerben
Äthiopische Fußballvereine kamen bei der afrikanischen Champions League nie weiter als in die zweite Runde.

### Nationalmannschaft
Die Nationalmannschaft Äthiopiens spielte ihr erstes Spiel am 1. Mai 1947 gegen Dschibuti und gewann dieses mit 5:0 in Addis Abeba.
In ihren ersten Jahren spielten die Walyas (Steinböcke) eine gute Rolle im afrikanischen Fußball. Nach dem zweiten und dritten Rang gewannen die Äthiopier bei der 1962 zum dritten Mal ausgetragenen Afrikameisterschaft den Titel im eigenen Land.
Seit Ende der 60er blieben sportliche Erfolge nahezu aus. Die Nationalmannschaft zählte im afrikanischen Fußballverband zu den schwächsten. Für die Afrikameisterschaft war Äthiopien seitdem nur noch zweimal qualifiziert, für die Weltmeisterschaft nie. Erst 2005 gab es wieder einen Aufschwung, bei dem sich die Nationalmannschaft in der FIFA-Weltrangliste um 23 Plätze verbesserte.
Die Frauennationalmannschaft spielte das erste Mal 2002 bei der Afrikameisterschaft der Frauen mit. Dort schieden sie in der ersten Runde aus. 2004 erreichten sie das Halbfinale und wurden Vierte.

## Fußballstadien
Das größte Stadion Äthiopiens ist das Addis Abeba Stadium mit einer Kapazität von 35.000 Zuschauern. In diesem Stadion spielen die Vereine Saint George und Ethiopian Coffee. In Addis Abeba gibt es noch drei weitere kleine Stadien mit höchstens 4.000 Plätzen. In Awassa und in Dire Dawa stehen die zwei nächstgrößeren Stadien des Landes mit 25.000 und 18.000 Plätzen.
| Name                  | Vereine                              | Stadt       | Kapazität |
| --------------------- | ------------------------------------ | ----------- | --------- |
| Awassa-Kenema-Stadion | Hawassa City SC                      | Awassa      | 60.000    |
| Addis-Abeba-Stadion   | Saint-George SA; Ethiopian Coffee SC | Addis Abeba | 35.000    |
| Dire-Dawa-Stadion     |                                      | Dire Dawa   | 18.000    |
| Oromiya Wonji Stadium | Wonji Sugar; Muger Cement            | Ambo        | 14.000    |
| Dessie Stadium        |                                      | Dese        | 10.000    |
| Tigray Stadium        | Guna Trading; Trans Ethiopia         | Mekele      | 10.000    |
| Harar Bira Stadium    | Harar Beer Bottling FC               | Harar       | 5.000     |
| Bankoch Stadium       | Banks SC                             | Addis Abeba | 4.000     |
| Adama Stadium         | Adama City                           | Adama       | 4.000     |
| Nyala Stadium         | Nyala                                | Addis Abeba | 3.000     |
| Insurance Stadium     |                                      | Addis Abeba | 2.000     |